# Ковалевиці (Західнопоморське воєводство)
Ковалевиці (пол. Kowalewice) — село в Польщі, у гміні Дарлово Славенського повіту Західнопоморського воєводства.
Населення — 240 осіб (2011).
У 1975—1998 роках село належало до Кошалінського воєводства.

## Демографія
Демографічна структура станом на 31 березня 2011 року:
|          | Загалом | Допрацездатний вік | Працездатний вік | Постпрацездатний вік |
| -------- | ------- | ------------------ | ---------------- | -------------------- |
| Чоловіки | 120     | 26                 | 85               | 9                    |
| Жінки    | 120     | 26                 | 74               | 20                   |
| Разом    | 240     | 52                 | 159              | 29                   |